# Plectranthias morgansi
Plectranthias morgansi är en fiskart som först beskrevs av Smith, 1961.  Plectranthias morgansi ingår i släktet Plectranthias och familjen havsabborrfiskar. Inga underarter finns listade i Catalogue of Life.